# Codonopsis lanceolata
Codonopsis lanceolata (Siebold & Zucc.) Trautv., conosciuta anche come deodeok (더덕) in coreano, è una pianta appartenente alla famiglia delle Campanulaceae originaria dell'Asia orientale (Cina, Giappone, Corea ed estremo oriente russo).

## Descrizione

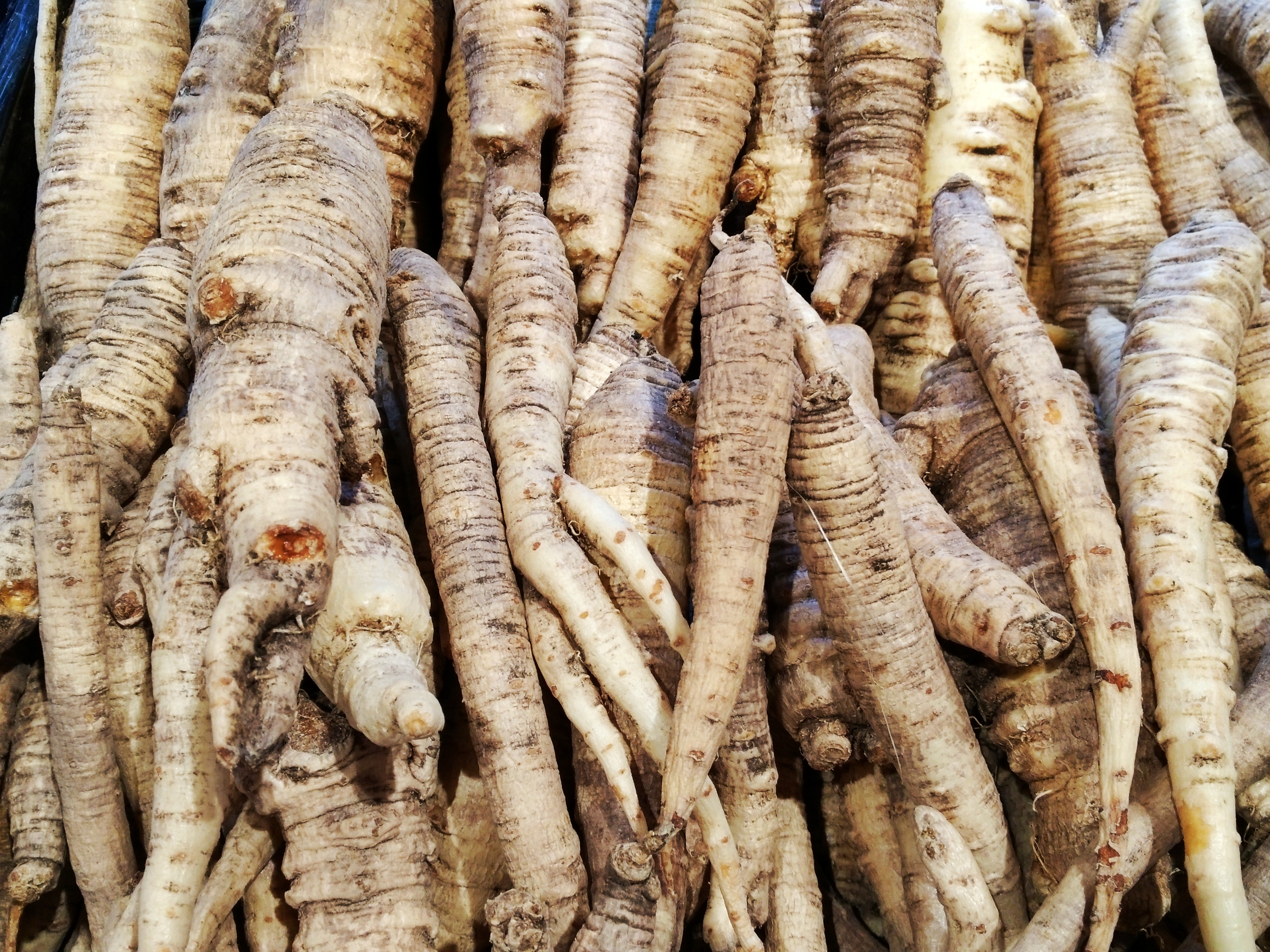
Radici di deodeok

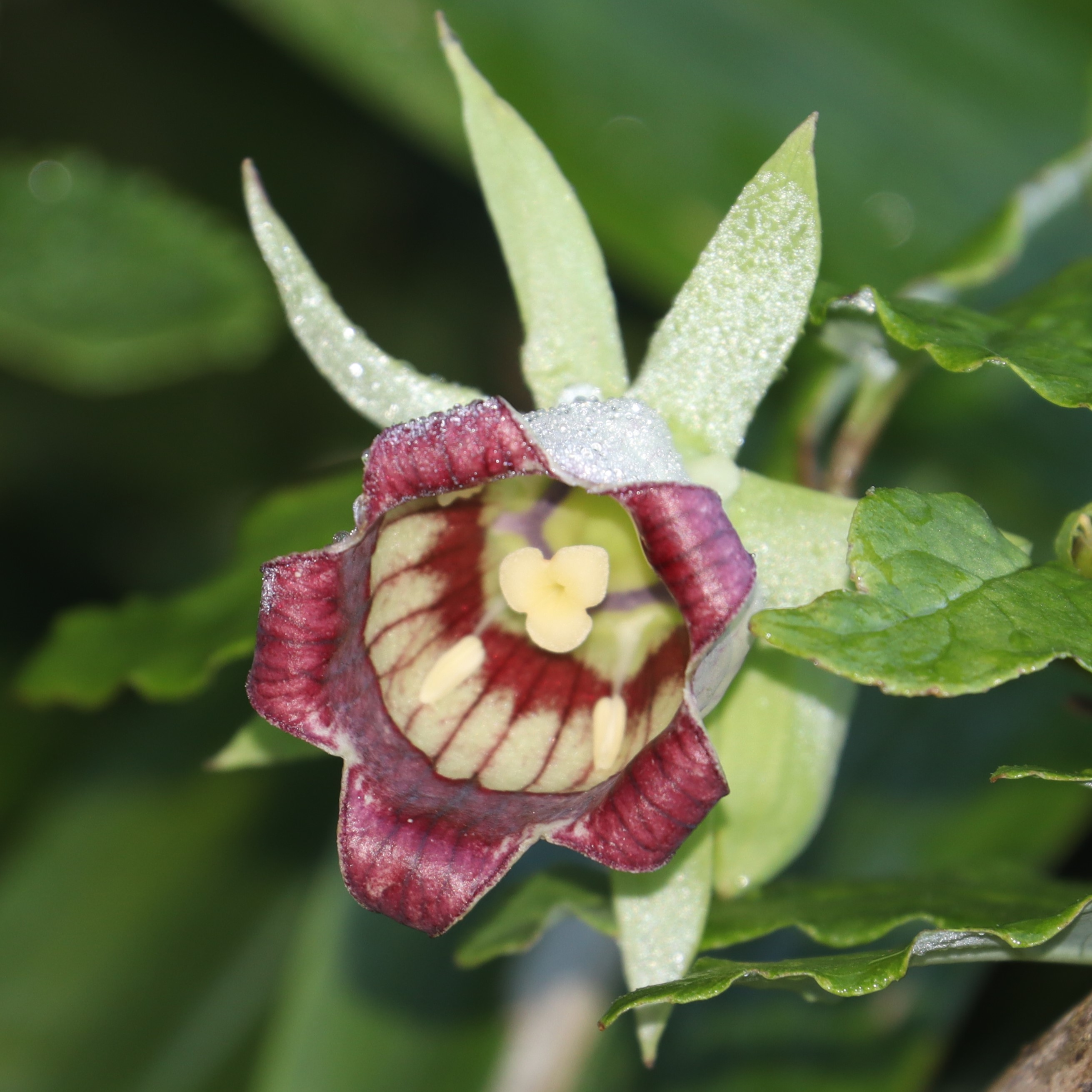
Fiore

Codonopsis lanceolata è una robusta pianta rampicante perenne che cresce fino a 4,5 m di altezza.
Le foglie sono ovoidali o ellittiche disposte alternativamente sull'asse del germoglio oppure in ciuffi alle estremità del ramo. I fiori sono piuttosto grandi e penduli e compaiono singolarmente o in coppia. Essi sono peduncolati, campanulati ed ermafroditi, hanno cinque petali con doppio perianzio e sono di colore giallastro o biancastro con macchie più o meno violacee all'interno. I sepali si trovano ai lati della piccola campanula costolata. La corona dei petali è cerosa e fusa e presenta punte corte e incurvate.
I frutti sono delle capsule che contengono molti semi e sono lunghi circa 2-3 centimetri.

## Coltivazione
C. lanceolata cresce nelle zone umide dei boschi su basse colline o montagne ad un'altitudine compresa tra 200 m e 1600 m. La pianta cresce meglio in terreni leggeri e ben drenati aventi un pH da neutro a semiacido, e può crescere in pieno sole o in penombra. C. lanceolata fiorisce a fine estate, ma avvizzisce al suolo ad ogni inverno, dopo la maturazione dei semi nel periodo che va da settembre ad ottobre.
La pianta può essere propagata mediante semi seminati superficialmente in terreni acido. È anche possibile propagarla per divisione, sebbene la pianta sia intollerante ai disturbi radicali e sia particolarmente vulnerabile alle lumache negli stadi giovanili. La pianta è ermafrodita e può essere impollinata da api e vespe.
La pianta viene coltivata a fini commerciali nella contea di Hoengseong, nella regione di Gangwon, in Corea del Sud, dove costituisce una parte importante dell'agricoltura locale. Molti sudcoreani ne coltivano una piccola quantità anche negli orti domestici.

## Usi
Le radici di C. lanceolata, deodeok (더덕) in coreano, sono utilizzate nella cucina coreana. Si consumano sia fresche che cotte. Le radici hanno una consistenza simile alla radice di sedano, sebbene il sapore sia diverso. Il deodeok grigliato, marinato nel gochujang, chiamato deodeok-gui (더덕구이), viene servito come piatto principale vegetariano. Il deodeok può essere fritto in padella come jeon, marinato come kimchi o utilizzato in piatti fusion come le insalate.

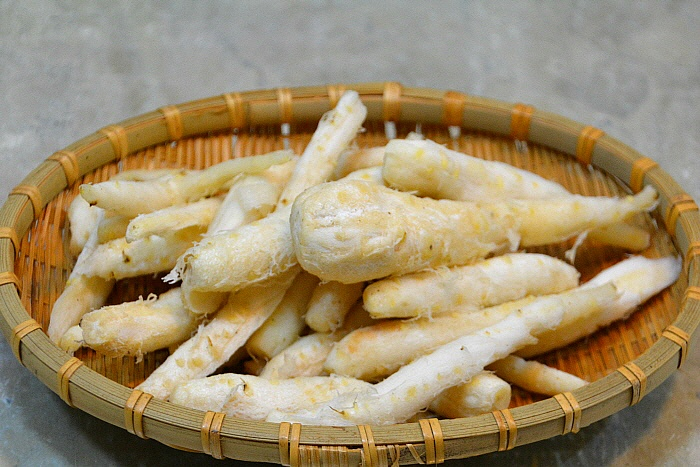
Deodeok lavato e sbucciato
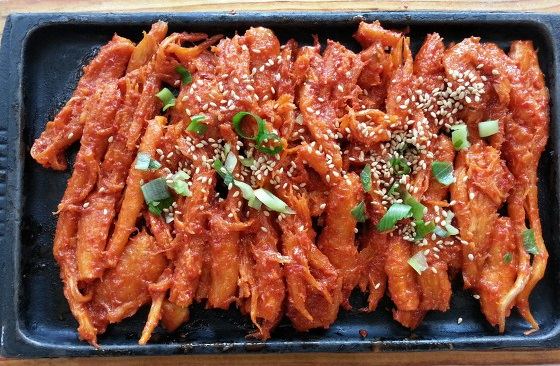
Deodeok-gui (deodeok alla griglia)
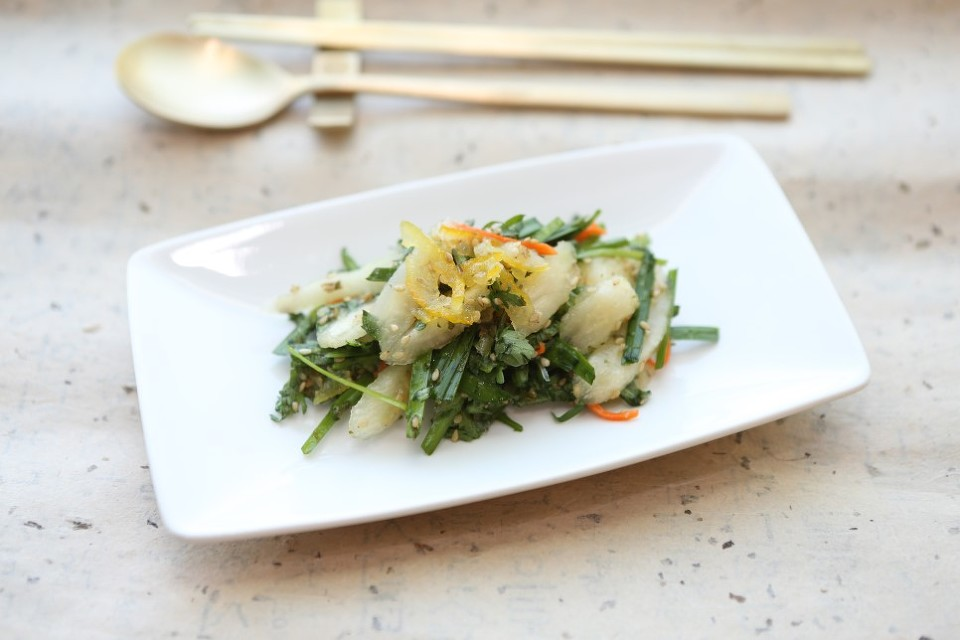
Insalata di deodeok con salsa di yuzu
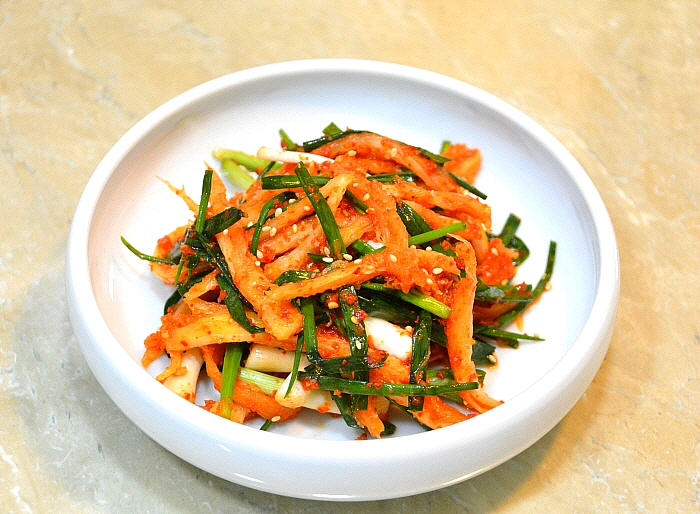
Kimchi di deodeok